# Zanetti (bedrijf)
Zanetti (volledig: Zanetti Motori) is een Italiaans bedrijf van kleine benzine- en dieselmotoren, waterpompen, cultivators en generatoren. In 1946 startte Augusto Zanetti met zijn werkzaamheden in Bologna, maar het bedrijf Zanetti Motori is in de jaren 60 opgericht.
Zanetti werkte samen met F.lli Patierno, een bedrijf dat gespecialiseerd was in fietsen en motorfietsen. In 1964 nam Zanetti de productielijn voor motoren over van Aero-Caproni (Aeromere). Van 1967 tot 1975 bouwde Zanetti bromfietsen; ook leverden ze losse motoren die op een fiets gemonteerd konden worden.
Anno 2020 is Zanetti Motori gevestigd in Gravina in Puglia.